# 諾宗河
46°43′51″N 6°33′33″E / 46.73086°N 6.55916°E

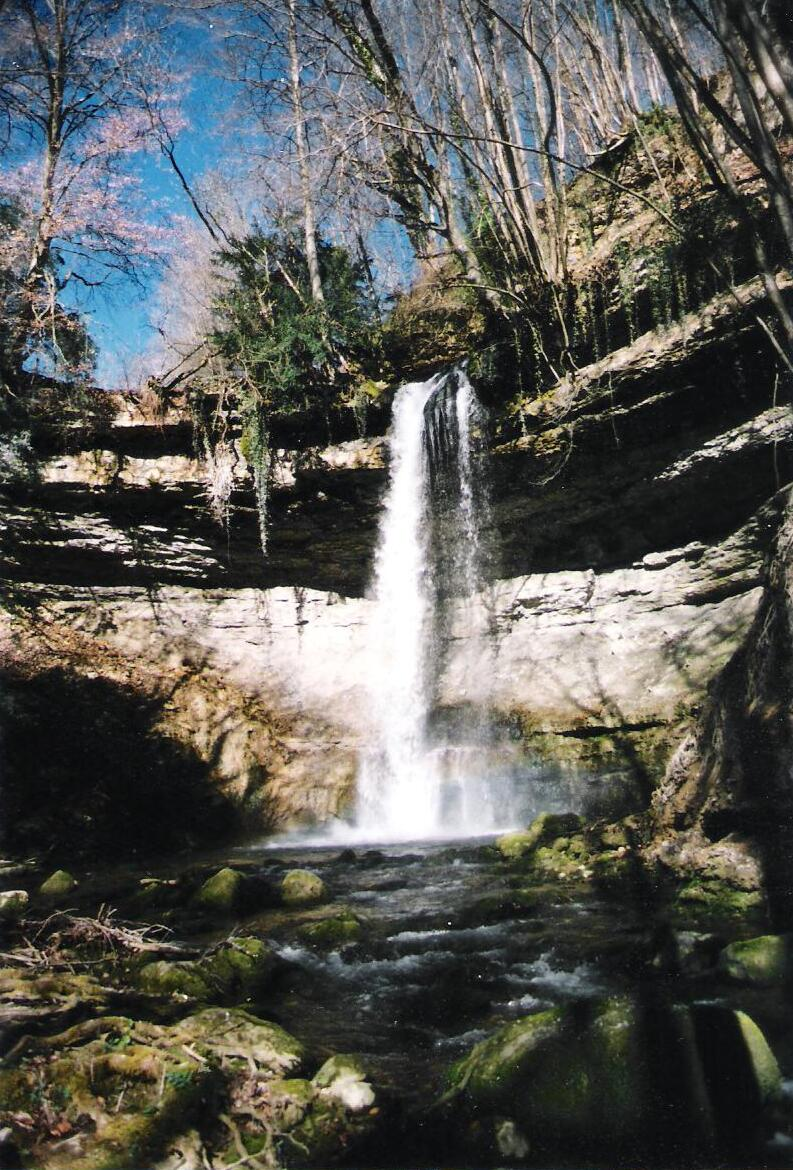

諾宗河是瑞士的河流，位於該國西部，流經沃州，屬於塔朗河的右支流，河道全長24公里，流域面積58平方公里，河口處在奧爾布以東。